# Не так живи, як хочеться
«Не так живи, як хочеться» — п'єса («народна драма»)  на три дії російського письменника Олександра Островського. Написана 1854 року.
Прем'єра п'єси відбулася 3 грудня 1854 року в  Малому театрі. Вперше опублікована в журналі «Москвитянин» у вересні 1855 року.

## Створення
Перший начерк драми відноситься до серпня 1854 року. Драма повинна була складатися з п'яти актів. Первісним заголовком була повчальна приказкае: «Боже крепко, а враже липко: масниця». В ремарці на заголовному аркуші вказувалося: «Дія відбувається в XVII сторіччі, в одному з великих міст Росії на  Волзі під час масниці». Островський написав початок першого акту, але потім все закреслив.
Другий чорновий варіант п'єси з заголовком «Не так живи, як хочеться» ближче до остаточної редакції. Тепер це «драма в 3-х діях і 4-х картинах». Дія перенесена в Москву. Автор кілька разів міняв час дії. Від XVII століття до кінця XVI, а потім до кінця XVIII століття. У всіх варіантах дія незмінно «відбувається на масницю».
У листопаді 1854 року п'єса була закінчена, а 3 грудня вже поставлена в Малому театрі.

## Дійові особи
- Ілля Іванович, заможний купець.
- Петро, його син.
- Даша, дружина Петра.
- Афімья, їх тітка.
- Агафон, міщанин з повітового міста.
- Степанида, його дружина.
- Вася, молодий купецький син.
- Спиридонівна, власниця заїжджого двору.
- Груша, її дочка.
- Єрьомко, коваль.
- Яків, ямщик.
- Іван, молодець у будинку Петра.
- Дівчата і хлопці.

Дія відбувається в Москві, наприкінці XVIII століття, на масницю. Зміст походить з народних оповідань.